# Liceum Ogólnokształcące im. Stanisława Staszica w Ciechocinku
Liceum Ogólnokształcące im. Stanisława Staszica w Ciechocinku – liceum ogólnokształcące, potocznie zwane "Stachem", znajdujące się w Ciechocinku przy ulicy Mikołaja Kopernika 1.

## Budynek
Szkoła znajduje się w dawnym Hotelu Müllera. Jest to budynek szachulcowy, wzniesiony w Parku Zdrojowym w latach 1848–1851 dla Karola Samuela Müllera według projektu Franciszka Tournelle'a, przebudowany w 1878; wpisany do rejestru zabytków w 1987; częściowo spłonął w 2008.

## Dyrektorzy
- 1946–1959 Władysław Radliński
- 1959–1975 Józef Lebiedziewicz
- 1975–1979 Wiesława Wolfowa
- 1979–1986 Ludwik Szczepański
- 1986–1999 Henryk Mickiewicz
- 1999 - 2022 Zbigniew Różański
- 2022 - obecnie Jakub Krzewiński